# Mario Pérez Zúñiga
Mario Pérez és un futbolista mexicà nascut en Districte Federal, el 17 de juny de 1982. Juga de defensa i el seu primer equip va ser el Club Necaxa de la Lliga mexicana de futbol. Poc temps després va passar al Club América, amb el que va guanyar el torneo clausura de 2005, però va retornar al Necaxa en el 2005 i posteriorment va ser cedit al San Luis Fútbol Club. Tornant novament al seu equip debut en el 2008 i en el 2009 és transferit a l'equip Atles de Guadalajara després que el Necaxa descendís. Va ser internacional sub 17 en 4 ocasions i Selecció major en 12 ocasions, participant en els Jocs Olímpics d'Estiu de 2004 a Atenes.